# Moody Peak
Moody Peak är en bergstopp i Antarktis. Den ligger i Östantarktis. Australien gör anspråk på området. Toppen på Moody Peak är 1 804 meter över havet, eller 112 meter över den omgivande terrängen. Bredden vid basen är 3,3 km.
Terrängen runt Moody Peak är varierad, och sluttar österut. Trakten är obefolkad. Det finns inga samhällen i närheten.